# Văn hóa LGBT

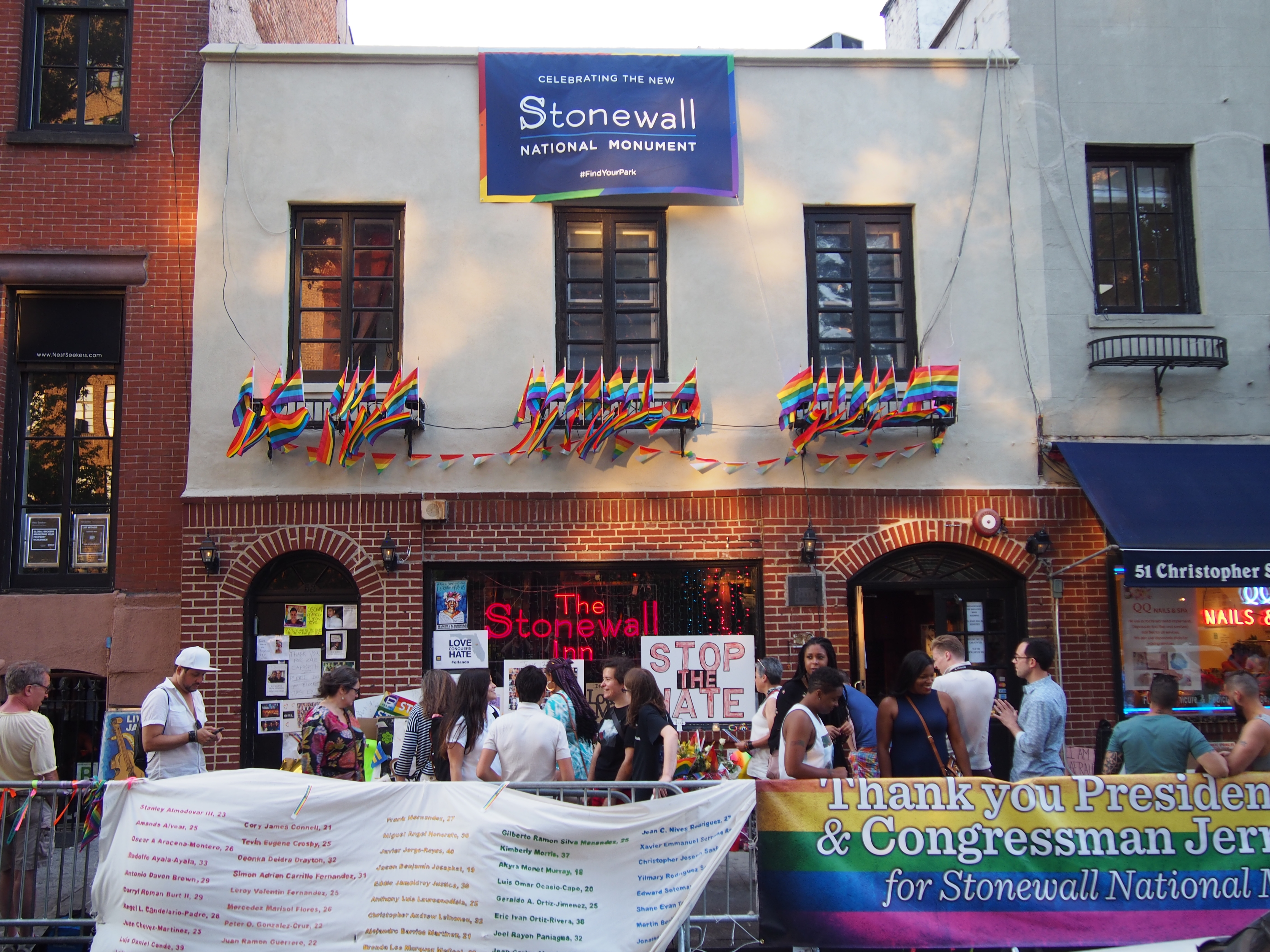
Quán Stonewall Inn trong ngôi làng đồng tính thuộc Greenwich Village, Manhattan, trụ sở của các cuộc nổi dậy Stonewall năm 1969, được trang trí bằng những lá cờ cầu vồng tự hào.

Lá cờ cầu vồng, thường được dùng làm biểu tượng cho cộng đồng LGBT.

Văn hóa LGBT là một nền văn hóa của những người đồng tính nữ, đồng tính nam, song tính, chuyển giới và những người queer. Khái niệm này đôi khi cũng được gọi là  văn hóa queer (nhắc đến những người là queer), còn thuật ngữ văn hóa đồng tính  có thể được dùng với hàm ý là văn hóa LGBT hoặc để chỉ cụ thể văn hóa của người đồng tính.
Văn hóa LGBT có thể rất đa dạng tùy theo khác biệt về địa lý và danh tính của người tham gia. Những yếu tố ta thường bắt gặp trong các nền văn hóa của người đồng tính nam, đồng tính nữ, song tính, chuyển giới và liên giới tính bao gồm:
- Những công trình của người đồng tính nam, đồng tính nữ, song tính và chuyển giới nổi tiếng, bao gồm:
  - Các nghệ sĩ LGBT đương đại và các nhân vật chính trị
  - Các nhân vật trong lịch sử đã được xác định là LGBT, mặc dù bản thân việc xác định các nhân vật lịch sử bằng những thuật ngữ hiện đại về bản dạng tính dục vẫn còn là một điều gây tranh cãi (xem bài Lịch sử tính dục). Tuy nhiên, rất nhiều người LGBT cảm thấy được mối liên hệ với những người này và những tác phẩm của họ (hầu hết là những tác phẩm nói đến sự thu hút đồng giới hay bản dạng giới); một ví dụ là VictoryFund.org, được lập ra để hỗ trợ những chính trị gia đồng tính.
- Tầm hiểu biết về những phong trào xã hội LGBT
- Những nhân vật và bản dạng hiện đang có trong cộng đồng LGBT; trong cộng đồng LGBT thuộc văn hóa Tây phương, có thể bao gồm các drag king và drag queen, các cuộc diễu hành Tự hào và cờ cầu vồng.

Không phải tất cả những người LGBT đều là một phần của văn hóa LGBT; điều này có thể do khoảng cách địa lý, không biết về sự tồn tại của nhóm văn hóa, sợ hãi các định kiến xã hội hoặc mong muốn giữ bản thân không liên quan tới các nhóm văn hóa hoặc cộng đồng dựa trên tính dục hoặc giới tính. Các phong trào Queercore và Gay Shame đã đánh giá những gì họ thấy là sự thương mại hóa và là hành động tự quy mình vào hàng thấp kém của văn hóa LGBT.
Ở một số thành phố, đặc biệt là ở Bắc Mỹ, một số người LGBT sống ở những vùng với tỷ lệ người đồng tính cao, còn được gọi là làng đồng tính hay gayborhood, với những ví dụ có thể kể đến như Castro và Tây Hollywood ở California, Mỹ hay Church and Wellesley ở Toronto, Canada. Những cộng đồng LGBT như vậy tổ chức các sự kiện đặc biệt bên cạnh những cuộc diễu hành tự hào để kỷ niệm văn hóa của họ như Gay Games và Southern Decadence.

## Văn hóa đồng tính nam
Theo như Herdt, "đồng tính" vẫn là thuật ngữ được dùng phổ biến cho đến tận cuối thập niên 1950 và đầu thập niên 1960; sau đó, một nền văn hóa đồng tính nam mới đã nảy nở. "Nền văn hóa đồng tính mới mẻ này ngày càng chỉ ra đầy đủ những khía cạnh của đời sống xã hội: không chỉ có dục vọng đồng giới mà còn là những cá thể đồng tính, những người hàng xóm đồng tính, những tình huống xã hội đồng tính đặc trưng của xã hội phong phú, hậu công nghiệp của chúng ta".
Trong thế kỷ 19 và 20, văn hóa đồng tính thường được thể hiện ngầm hoặc qua các mật mã, phụ thuộc vào những biểu tượng và mã hóa của nhóm được đan cài vào những biểu hiện có vẻ thuộc về người dị tính. Ảnh hưởng của người đồng tính ở nước Mỹ thời kỳ đầu thường rõ rệt hơn trong các văn hóa cao cấp, nơi việc công khai tính dục có vẻ an toàn hơn dù không đáng kể. Sự tham gia của đàn ông đồng tính vào opera, ballet, may đo thời trang cao cấp, ẩm thực, nhạc kịch, giai đoạn hoàng kim của Hollwood và thiết kế nội thất được bắt nguồn từ việc những người đàn ông đồng tính giàu có sử dụng những chủ đề dị tính của các kênh truyền thông này để truyền đạt tín hiệu của riêng mình. Trong bộ phim đầy tính thiên vị tính dục dị tính của Marilyn Monroe: Gentlemen Prefer Blondes, Jane Russell đã hát bài "Anyone Here For Love" trong một phòng gym, trong khi những người đàn ông cơ bắp nhảy xung quanh cô, và những người vũ công (như biên kịch đồng tính Paul Rudrick đã chỉ ra) "dường như bị thu hút bởi nhau hơn là bởi Russell"; tuy vậy; sự có mặt của cô đã giúp phân cảnh vượt qua kiểm duyệt và được mang vào một bộ phim có chủ đề chung là thiên vị tính dục dị tính.
Sau khi cuộc nổi dậy Stonewall năm 1969 ở thành phố New York xuất hiện trên các kênh tin tức đại chúng, thể hiện hình ảnh của những người đàn ông đồng tính nổi dậy trên các con phố, văn hóa đồng tính nam trong tầng lớp lao động, người da màu, người sống lang thang trên phố, những nhà hoạt động chính trị cấp tiến và người hippies được biết đến nhiều hơn với đại chúng của nước Mỹ. Những hội nhóm như Gay Liberation Front được thành lập ở thành phố New York, và Mattachine Society, đã tồn tại và thực hiện các hoạt động truyền thông từ năm 1950, đã được biết đến nhiều hơn khi họ chú ý đến các đám đông và truyền thông trong các cuộc nổi dậy ở Làng Greenwich. Vào ngày 28 tháng 6, năm 1970, Ngày Giải Phóng Phố Christopher đầu tiên đã được tổ chức, đánh dấu sự khởi đầu của các cuộc diễu hành tự hào hàng năm.
Vào năm 1980, một nhóm 7 người đồng tính nam đã thành lập The Violet Quill ở thành phố New York. Đó là một câu lạc bộ văn học tập trung viết về trải nghiệm là người đồng tính như một cốt truyện chính bình thường, thay vì là một mạch truyện phụ mang tính "nổi loạn" như trong hầu hết các câu chuyện của người dị tính. Một ví dụ và cuốn sách A Boy's Own Story của Edmund White. Trong cuốn đầu tiên của bộ sách gồm 3 cuốn, White đã nhập vai người kể chuyện trẻ tuổi đồng tính, lớn lên với một người cha lừa gạt và xa cách. Chàng trai trẻ đã học được những tật xấu từ cha của mình và áp dụng chúng vào cuộc sống đồng tính của bản thân.
Những phụ nữ nổi tiếng như Liza Minnelli, Jane Fonda, hay Bette Midler dành một khoảng thời gian giao tiếp xã hội đáng kể cùng những người đồng tính nam ở thành phố (những người này hiện tại được nhìn nhận một cách phổ biến là sâu sắc và thời thượng), và đã có nhiều đàn ông nổi tiếng cởi mở hơn về những mối quan hệ của họ. Sự cởi mở đó chỉ giới hạn ở một trong những khu vực thành thị lớn và tiến bộ nhất (như thành phố New York, San Francisco, Los Angeles, Boston, Philadelphia, Seattle, Chicago, Dallas, Houston, Atlanta, Miami, Washington D.C., và New Orleans), cho đến khi bệnh AIDS đã khiến một số người nổi tiếng phải công khai tính dục bởi căn bệnh này thời đó bị coi là bệnh "ung thư đồng tính".
Những yếu tố được xác định là gần gũi với đồng tính nam hơn là các nhóm khác bao gồm:
- Những biểu tượng đồng tính trong văn hóa pop với người theo dõi truyền thống là đồng tính nam (ví dụ như, nhạc disco, Britney Spears, Madonna, Mariah Carey, Beyoncé, Judy Garland, Cher, Donna Summer, Lady Gaga, Kesha, Kylie Minogue, và Diana Ross)
- Hiểu biết về các khía cạnh của đời sống tình cảm, tính dục và xã hội của người đồng tính nam (ví dụ, ngôn ngữ Polari, thuốc amyl nitrite, phong cách camp, fag hag - và trong văn hóa LGBTQ+ Nam Á - "người buổi tối")[9]

Có một số những nhóm văn hóa trong văn hóa đồng tính nam, ví dụ như bears hay chubbies. Đồng thời cũng có một số nhóm văn hóa với số lượng người đồng tính nam lớn trong lịch sử, ví dụ như leather hay SM. Nhà phê bình đồng tính Michael Musto đã bày tỏ ý kiến ràng, "Tôi là một người phê bình khắc nghiệt với cộng đồng người đồng tính, bởi tôi cảm thấy rằng khi bản thân lần đầu công khai tính dục, tôi tưởng rằng bản thân sẽ tham gia vào một thế giới của suy nghĩ độc lập và tính cá nhân, nhưng ngược với đó, đây hóa ra lại là một thế giới đầy những nhân bản, theo một cách nào đó. Tôi đồng thời cũng căm ghét thứ chủ nghĩa phát xít đã thống trị những người đồng tính trong một thời gian quá dài."

### Những mối quan hệ

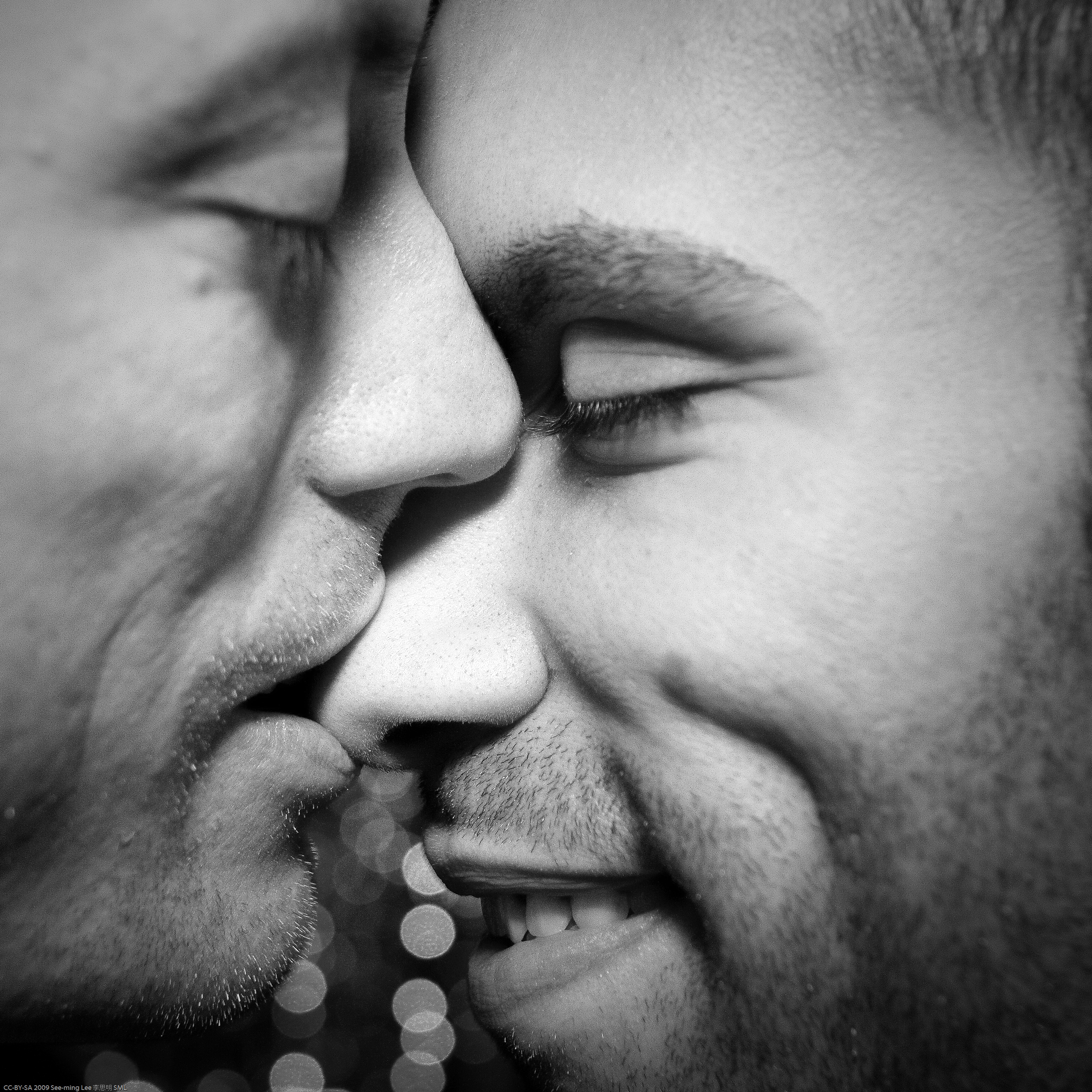
Hai người đàn ông đang hôn nhau.

Một số nghiên cứu của Mỹ đã khám phá ra rằng hầu hết các cặp đôi đồng tính nam ở trong một mối quan hệ hai người. Một nghiên cứu đại diện của Mỹ năm 2018 đã cho thấy 32% các cặp đôi đồng tính nam có một mối quan hệ mở. Nghiên cứu của Colleen Hoff trên 566 cặp đôi đồng tính nam ở khu vực vịnh San Francisco, tài trợ bởi Học viện Quốc gia về Sức khỏe Tâm lý đã cho thấy rằng 45% số đó đang ở trong một mối quan hệ hai người, tuy nghiên nghiên cứu đã không sử dụng một mẫu đại diện. Nam diễn viên đồng tính Neil Patrick đã nhận xét rằng, "Tôi là một người ủng hộ các mối quan hệ 2 người bất kể tính dục, và tôi tự hào về cách đất nước này đang tiến dần tới điều đó."
Trong những năm 1980 và 1990, Sean Martin đã vẽ một bộ truyện tranh (Doc and Raider), với nội dung về một cặp đôi đồng tính sống tại (hoặc gần) Làng Đồng tính ở Toronto. Những nhân vật của ông đã được cập nhật gần đây và đã chuyển đến sống của Web. Mặc dù chủ yếu mang tính hài hước, bộ truyện tranh đôi lúc cũng chỉ ra những vấn nạn như kì thị người đồng tính, HIV, hoặc lạm dụng bạn đời.
Một nghiên cứu của Úc bởi Roffee và Waling năm 2016 đã khám phá ra rằng một số người đồng tính nam cảm thấy bản thân bị kỳ vọng phải bị ám ảnh tình dục. Những người tham gia báo cáo về việc những người đồng tính nam khác tự động phỏng đoán rằng mọi sự tương tác đều có mục đích là tình dục. Thêm vào đó, nếu họ làm rõ rằng mọi thứ không phải như vậy, họ sẽ đột nhiên cảm thấy bị cô lập và phớt lờ bởi những người đàn ông đồng tính khác mà họ từng tiếp xúc. Họ cảm thấy rằng bản thân không thể có được những tình bạn đơn thuần với những người đồng tính nam khác. Một người tham gia đã cho biết về việc cảm thấy bị tách biệt xã hội và không được coi như một con người nếu họ không được những nguời đàn ông đồng tính khác coi là hấp dẫn về tình dục. Sự phỏng đoán và thái độ về ám ảnh tính dục này rất có hại, bởi nó ép những khuôn mẫu có trước lên con người, và những người này có thể bị loại bỏ nếu họ không phù hợp với những khuôn mẫu này.

### Văn hóa và các cộng đồng trên mạng
Một số trang web xã hội trên mạng cho đàn ông đồng tính đã được thành lập. Ban đầu, những trang này tập trung vào các tương tác và kích thích tình dục; thông thường, người dùng sẽ được cung cấp một trang hồ sơ, quyền truy cập vào trang của các thành viên khác, nhắn tin giữa các thành viên và tin nhắn gửi đi tại chỗ. Một số trang web nhỏ và kết nối dày đặc hơn thì tập trung vào kết nối xã hội mà không chú ý vàđến tương tác tình dục cũng đã được thành lập. Một số còn cấm mọi nội dung thể hiện tình dục một cách lộ liễu, trong khi một số thì không. Một trang sử dụng coupon của các nhà bán lẻ trên mạng hướng đến người đồng tính cũng được thành lập.
Những nghiên cứu gần đây đề xuất rằng người đồng tính nam chủ yếu đối mặt với những thử thách gia đình và tôn giáo bằng sự ủng hộ của số động trên mạng (hay nói cách khác là gia đình họ đã lựa chọn), đối nghịch với việc gia đình họ chú trọng vào việc giữ vững những mối quan hệ gia đình hoặc nguồn gốc vốn đã tồn tại thông qua việc trao đổi thông tin trên mạng. Những người tham gia đã báo cáo về những lợi ích liên kết xã hội trên mạng, tương phản mạnh mẽ với những nghiên cứu gần đây chỉ ra rằng việc sử dụng Internet có thể dẫn đến những kết quả tiêu cực về sức khỏe tinh thần.
Thời Trang
Những nhà thiết kế thời trang đồng tính và song tính đáng chú ý bao gồm Giorgio Armani, Kenneth Nicholson, Alessandro Trincone, Ludovic de Saint Sernin, Patrick Church, Gianni Versace, Prabal Gurung, Michael Kors và những người khác là một trong những nhà thiết kế thời trang thuộc LGBT trên toàn cầu.

## Văn hóa song tính

Cờ tự hào song tính

Văn hóa song tinh nhấn mạnh sự đối nghịch, hay sự phủ định, đối với tính dục cố định và tư tưởng thượng tôn đơn tính về bản dạng giới (sự phân biệt đối xử đối với người song tính, tính linh hoạt, toàn tính và những người xác định là queer), xóa bỏ song tính và ghét sợ song tính (thù ghét hoặc không tin tưởng những người phi đơn tính). Sự ghét sợ song tính phổ biến (mặc dù đang giảm dần) trong các cộng đồng đồng tính nam, đồng tính nữ và dị tính.
Nhiều người song tính, linh hoạt và toàn tính coi bản thân là một phần của cộng đồng LGBTQ+ hoặc cộng đồng queer, mặc cho bất cứ sự phân biệt nào mà họ có thể gặp phải. Văn hóa song tính, toàn tính ở phương Tây cũng có những cột mốc thành tựu riêng, ví dụ như những cuốn sách Bi Any Other Name: Bisexual People Speak Out (chỉnh sửa bởi Lani Ka'ahumanu và Loraine Hutchins), Bi: Notes for a Bisexual Revolution (bởi Shiri Eisner), và Getting Bi: Voices of Bisexuals Around the World (chỉnh sửa bởi Robyn Ochs); series phim truyền hình khoa học viễn tưởng của Anh, Torchwood, cũng như những nhân vật nổi tiếng như nhà hoạt động và ca sĩ người Anh Tom Robinson, thành viên Fergie của The Black Eyed Peas, diễn viên người Scotland Alan Cumming, và nghệ sĩ biểu diễn và nhà hoạt động người Mỹ Lady Gaga.
Lá cờ tự hào của người song tính được thiết kế bởi Michael Page vào năm 1998 để tạo ra một biểu tượng riêng cho cộng đồng, có thể được so sánh với lá cờ tự hào đồng tính của cộng đồng LGBTQ+ phổ biến (mainstream). Đường kẻ màu hồng sẫm (hay sắc hoa hồng) ở trên cùng của lá cờ tượng trưng cho sự hấp dẫn đồng giới; đường kẻ màu xanh lam đậm ở dưới cùng lá cờ tượng trưng cho sự hấp dẫn khác giới. Hai đường kẻ này chồng lên nhau ở đoạn giữa phần năm lá cờ, tạo nên sắc tím đỏ sẫm (hay màu tía), tượng trưng cho sự hấp dẫn đối với bất kì điểm nào trên phổ giới. Ngày Tôn vinh Song tính (Celebrate Bisexuality Day) đã được tổ chức vào ngày 23 tháng Chín bởi các thành viên của cộng đồng song tính và những người ủng hộ từ năm 1999.

## Văn hóa chuyển giới

Cờ tự hào chuyển giới

Nghiên cứu về văn hóa người chuyển giới và người chuyển giới muốn trị liệu định giới là phức tạp, bởi các nền văn hóa có nhiều cách thức để đề cập tới bản dạng tính dục/xu hướng tính dục và giới. Ví dụ, trong nhiều nền văn hóa, những người thấy bị hấp dẫn bởi người cùng giới - mà trong nền văn hóa phương Tây hiện đại được xác định là đồng tính nam, đồng tính nữ hoặc song tính - sẽ được phân vào giới thứ ba cùng với những người (mà ở phương Tây) được phân vào nhóm người chuyển giới.
Trong phương Tây hiện đại có nhiều nhóm người chuyển giới và chuyển giới muốn trị liệu định giới, ví dụ như những nhóm cho người chuyển giới mong muốn phẫu thuật xác định lại giới tính, nhóm chỉ gồm những người nam dị tính đảo trang và các nhóm của chuyển giới nam. Những nhóm bao gồm tất cả người chuyển giới, cả chuyển giới nam, chuyển giới nữ, và những người phi nhị nguyên giới, đã xuất hiện trong những năm gần đây.
Một số người chuyển giới nữ và nam hoặc người chuyển giới muốn trị liệu định giới nữ và nam không xác định bản thân là một phần của văn hóa "chuyển giới" cụ thể nào. Sự khác biệt có thể được nhận thấy giữa những người chuyển giới và chuyển giới muốn trị liệu định giới cho người khác biết về quá khứ của họ và những người mong muốn sống theo đúng bản dạng giới của họ và không tiết lộ về quá khứ (bởi họ tin rằng họ nên có được một cuộc sống bình thường trong vai trò giới thực sự, và kiểm soát những ai có thể biết về quá khứ của họ).
Theo một nghiên cứu về "Bao Nhiêu Người Trưởng Thành Xác Định Là Người Chuyển Giới ở Hoa Kỳ?" ("How Many Adults Identify as Transgender in the United States?"), được thực hiện bởi Viện Williams của Đại học California tại Los Angeles, có thể thấy rằng những người trưởng thành trẻ tuổi hơn sẽ hay xác định là người chuyển giới hơn so với những người lớn tuổi. Đây có thể là kết quả của sự chấp nhận rộng rãi mới hình thành đối với người chuyển giới từ các cộng đồng, cho phép những ai là chuyển giới có tiếng nói hơn. Trong nghiên cứu, họ nhận thấy rằng khoảng 0.7% người trưởng thành từ độ tuổi từ 18 đến 24 xác định là người chuyển giới, trong khi 0.6% người trưởng thành trong độ tuổi từ 25 đến 64 và 0.5% người trưởng thành trong độ tuổi từ 65 tuổi trở lên xác định là người chuyển giới.
Màu hồng trên lá cờ tự hào của người chuyển giới tượng trưng cho giới nữ, trong khi màu xanh lơ trên lá cờ tượng trưng cho giới nam. Vạch trắng ở giữa màu xanh lơ và hồng tượng trưng cho các giới khác ngoài nam hoặc nữ.
Các mối quan hệ chuyển giới
Trong bản báo cáo "Góc nhìn từ cả hai phía? Giới, tính dục hợp pháp, và các trải nghiệm của người chuyển giới về các mối quan hệ" ("Views from both sides of the bridge? Gender, sexual legitimacy, and transgender people's experiences of relationships"), tác giả Iantaffi và Bockting đã thực hiện một nghiên cứu với 1229 cá nhân là người chuyển giới trên 18 tuổi để biết thêm về các mối quan hệ của người chuyển giới ở Hoa Kỳ. Khi nói về các mối quan hệ với một người chuyển giới, nó phụ thuộc vào việc liệu họ có muốn một mối quan hệ theo chuẩn dị tính hay thuộc văn hóa đại chúng hay không. Các kết quả từ nghiên cứu cho thấy người chuyển giới ủng hộ ý tưởng về định chuẩn hóa dị tính, và điều này có thể được thấy qua các hành động và niềm tin về giới. Tuy nhiên, cũng có những người chuyển giới cố gắng thách thức các niềm tin truyền thông của phương Tây về vai trò giới và khác biệt tính dục trong các mối quan hệ.

### Các sự kiện

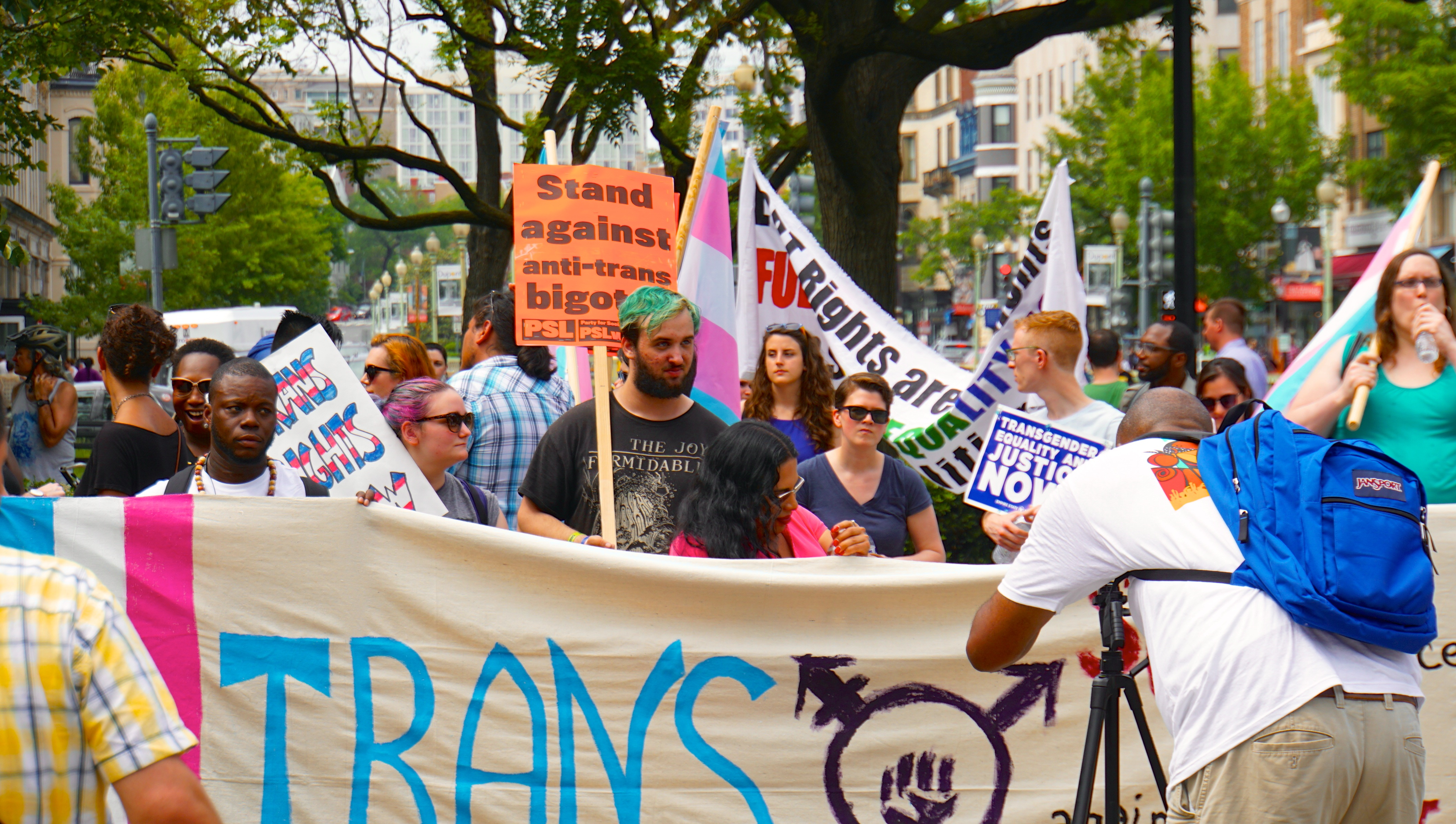
Cuộc biểu tình và diễu hành đoàn kết đầu tiên cho người chuyển giới, Washington, DC, Hoa Kỳ (2015)

Có nhiều sự kiện thường niên được tổ chức bởi cộng đồng người chuyển giới. Một trong những sự kiện được tổ chức rộng rãi nhất là Transgender Day of Remembrance (TDOR) (tạm dịch: Ngày Tưởng nhớ Người Chuyển giới), được tổ chức hàng năm vào ngày 20 tháng Mười Một để tôn vinh Rita Hester, người đã bị giết vào ngày 28 tháng Mười Một, năm 1998, trong một tội ác mang tính thù ghét phản đối người chuyển giới. TDOR phục vụ nhiều mục đích:
- nó là ngày để tưởng nhớ về tất cả những người là nạn nhân của thù ghét và định kiến
- nó nâng cao nhận thức về các tội ác thù ghét đối với cộng đồng người chuyển giới
- và nó tôn vinh những người đã qua đời cũng như người thân của họ[29]

Một sự kiện khác trong số các sự kiện này là Trans March (tạm dịch: Diễu hành Chuyển giới). Đó là một chuỗi các cuộc diễu hành, biểu tình phản đối, hoặc tụ họp thường niên diễn ra trên khắp thế giới, thường vào thời gian của tuần lễ tự hào trong địa phương. Những sự kiện này thường xuyên được tổ chức bởi các cộng đồng người chuyển giới để xây dựng cộng đồng, nói về những khó khăn liên quan đến quyền con người, và làm tăng sự hiện diện của người chuyển giới.

## Văn hóa trẻ
Tự hào trẻ, một nhánh của Tự hào đồng tính và Phong trào LGBT+, thúc đẩy sự bình đẳng giữa các thành viên trẻ (thường trên độ tuổi trưởng thành) của cộng đồng đồng tính nữ, đồng tính nam, song tính, chuyển tính và chuyển giới, liên giới tính và đang tìm hiểu (LGBTQ+). Phong trào này có ở nhiều quốc gia và tập trung vào các lễ hội và diệu hành, cho phép các thành viên LGBTQ+ trẻ được kết nối, giao tiếp, và ăn mừng giới và bản dạng tính dục của họ. Người tổ chức Tự hào trẻ cũng chỉ ra giá trị trong việc xây dựng một cộng đồng và hỗ trợ người trẻ, bởi họ dễ bị bắt nạt hơn. Những trường học có tổ chức Đồng minh Đồng tính - Dị tính (GSA) xử lí vấn đề phân biệt và bạo lực trẻ LGBTQ+ tốt hơn những trường không có; họ phát triển cộng đồng và kĩ năng xử lý, và cho học sinh một vùng an toàn để có được thông tin về sức khỏe và an toàn. Đôi khi các nhóm tránh gắn nhãn người trẻ, để họ tự định nghĩa bản thân "khi họ thấy thoải mái".
Trẻ đồng tính nam và nữ có khả năng cao hơn thực hiện tự tử, sử dụng chất cấm, gặp vấn đề trường học và bị cô lập vì "môi trường thù địch và đáng lên án, bạo hành ngôn từ và thể xác, bị chối bỏ và cô lập bởi gia đình và bạn bè", theo như một báo cáo của Tổ chức của Hoa Kỳ về tự tử ở trẻ. Hơn nữa, trẻ LGBTQ+ thường báo cáo bị cha mẹ hoặc người giám hộ bạo hành tâm lý và thể xác hơn, và cả bạo hành tình dục. Các lý do được để xuất cho sự chênh lệch này là:
- Trẻ là mục tiêu cụ thể bởi xu hướng tình dục mà họ nhận thức hoặc vẻ ngoài không phù hợp giới tính của họ
- "...Yếu tố nguy cơ liên quan đến thiểu số tính dục, bao gồm phân biệt, phớt lờ, và chối bỏ bởi gia đình ... có thể làm tăng các hành động gây ra nguy cơ trở thành nạn nhân, ví dụ như sử dụng thuốc, quan hệ tình dục với nhiều bạn tình, hoặc bỏ nhà đi ở tuổi thiếu niên."[35]

Một nghiên cứu năm 2008 cho thấy sự liên quan giữa sự chối bỏ của phụ huynh có con thuộc LGB và tình trạng sức khỏe tiêu cực ở đối tượng. Các trung tâm khủng hoảng ở các thành phố lớn và trang thông tin trên mạng đã được thành lập để giúp đỡ trẻ thành niên và người lớn. Đường dây ngăn cản trẻ LGBT tự sát, một phần của Dự án Trevor, được thành lập sau chương trình truyền hình trên HBO năm 1998 của bộ phim ngắn đạt giải Academy, Trevor. Daniel Racidlife quyên góp một khoản lớn cho nhóm, và đã có mặt trong các tuyên bố công cộng lên án kì thị đồng tính.
Sự chấp thuận LGBTQ+ ngày càng tăng thúc đẩy Ủy ban về Đồng tính nam và Đồng tính nữ của ban Massachusetts bắt đầu Diễu hành Tự hào Đồng tính – Dị tính Trẻ hàng năm vào năm 1995. Vào năm 1997, Đồng minh Tự hào Trẻ, một liên minh gồm 25 người trẻ ủng hộ và chấp thuận, được thành lập để tổ chức sự kiện tự hào trẻ hàng năm ở Washington D.C.; năm sau đó Candace Gingrich là đại sứ phát ngôn. Vào năm 1999, Ngày Tự hào Trẻ thường niên đầu tiên được tổ chức ở Vermont. Vào năm 2009, đó là sự kiện tự hào queer và đồng minh lớn nhất ở Vermont, do Vermont Outright tổ chức để "phá vỡ rào cản địa lý và xã hội mà người đồng tính trẻ ở vùng nông thôn gặp phải." Vào năm 2002, sự kiện có thêm một hội chợ cao đẳng để kết nối sing viên với trường và bàn về sự an toàn của sinh viên. Vào tháng 4 năm 2003, một Dàn hợp xướng Tự hào Trẻ, cùng với Trung tâm Cộng đồng LGBT ở New York, diễn tập và sau đó biểu diễn ở buổi hòa nhạc Tự hào Hall Carnegie vào tháng 6 cùng với Dàn hợp xướng của Đồng tính nam ở New York.
Vào 2004, phân hội San Diego của Mạng lưới Giáo dục Đồng tính nam, Đồng tính nữ và Dị tính của New York (GLSEN), hợp tác với điều phối viên của Tự hào Trẻ San Diego để tổ chức Ngày Im lặng trong toàn hạt. Vào năm 2005, Tự hào Trẻ Decatur (ở George) tham gia vào một cuộc biểu tình chống đối Nhà thờ Westboro Baptist ở mười điểm khác nhau (dẫn đầu bởi con gái Sherley Phelps-Roper của cha xứ Fred Phelps), người đã "chào đón sinh viên và giảng viên với những từ như "Chúa ghét kẻ ủng hộ đồng tính" và "Cảm ơn Chúa vì ngày 9/11"". Ở Trung tâm Tự hào Trẻ Chicago năm 2008, chủ yếu dành cho "thanh niên LGBT da màu", mở một địa điểm tạm tời và lên kế hoạch chuyển đến tòa nhà mới của họ ở phía Nam Chicago vào 2010. Vào năm 2009, Trung tâm Tự hào Utah tổ chức một sự kiện trùng với Bước đi Tự hào Trẻ 2009, một "bước đi xuyên đất nước bởi hai người phụ nữ Utah nhằm thu hút sự chú ý đối với những vấn đề thanh niên LGBT vô gia cư gặp phải." Vào tháng 8 năm 2010, Tự hào Trẻ Hollywood đầu tiên được diễn ra, tập trung vào ""số lượng lớn các thanh thiếu niên LGBT sống trên đường phố Los Angeles"". Theo như một báo cáo năm 2007, "Trong số 1,6 triệu thanh thiếu niên Mỹ vô gia cư, khoảng từ 20 đến 40% nhận là đồng tính nữ, đồng tính nam, song tính hoặc chuyển giới." Ở những cuộc diễu hành và lễ hội tự hào lớn hơn, thường có các nhóm thanh thiếu niên LGBTQ+ hoặc queer, và một số lễ hội thiết kế các không gian an toàn riêng cho người trẻ.
Thanh thiếu niên LGBT có nguy cơ trở nên vô gia cư cao hơn thanh thiếu niên dị tính hoặc hợp tính, bởi sự chối bỏ đến từ phụ huynh do xu hướng tính dục, hay bản dạng giới của họ (Choi và đồng sự, 2015; Durso và Gates, 2012; Mallon, 1992; Whitbeck cùng đồng sự, 2004) Trong 1.6 triệu người vô gia cư ở Hoa Kỳ, 40% nhận thuộc cộng đồng LGBT. Trong một chương trình nghiên cứu về người vô gia cư, 7% thanh thiếu niên là người chuyển giới (Whitbeck, Lazoritz, Crawford, & Hautala, 2014). Nhiều thanh thiếu niên chuyển giới được đưa vào trại mồ côi không nhận được sự giúp đỡ họ cần, và thường phải chịu sự phân biệt và các rào cản hệ thống, bao gồm các chương trình phân biệt giới tính trong các tổ chức giáo dục không chấp nhận giới của họ. Nhiều thanh thiếu niên chuyển giới gặp khó khăn khi tìm nơi ở bởi những chính sách như luật giới nhị phân, quy định về ăn mặc, và sắp xếp phòng (Thaler và đồng sự, 2009). Khó khăn trong phân loại xảy ra khi quy trình hoặc chính sách của nơi ở buộc thanh thiếu niên phải bị phân biệt dựa trên giới tính sinh học, thay vì giới mà họ tự định dạng bản thân. Do đó, nhiều thanh thiếu niên LGBT phải ở trên đường chứ không phải trong những nơi cư trú được dựng nên để bảo vệ họ.
Thanh thiếu niên LGBT còn có tỉ lệ tự tử cao nhất Hoa Kỳ. Những người nhận thuộc cộng đồng LGBT có khả năng tự tử gấp bốn lần những người không thuộc. Có một nghiên cứu để điều tra tỉ lệ giữa học sinh trung học đồng tính và bạn học "thẳng". Họ được hỏi về xu hướng tính dục và về tự tử. Kết quả cho thấy có 32% các học sinh thuộc thiểu số tính dục (Đồng tính nam và nữ, Song tính) có ý nghĩ tự tử, so với gần 9,5% ở bạn học dị tính.

## Pride (Diễu hành Tự hào)

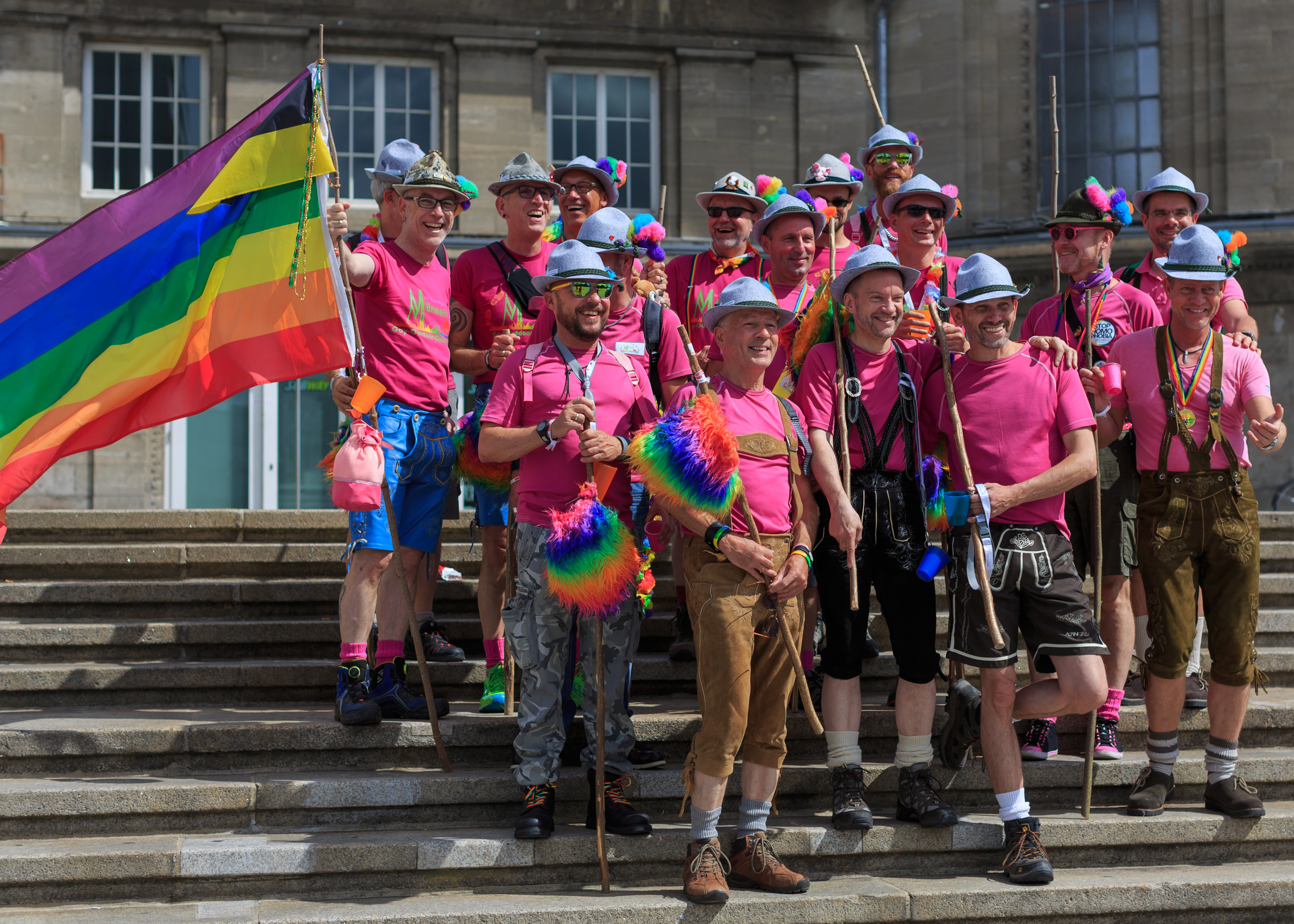
Cologne Germany Gay Pride Parade (2014)

Diễu hành LGBT là các sự kiện ngoài trời kỷ niệm sự chấp nhận từ xã hội và của chính bản thân, những thành tựu và quyền hợp pháp của cộng đồng.

## Các văn hóa LGBT khác
Một số nhóm nhỏ khác của cộng đồng LGBTQ + có cộng đồng và văn hóa riêng của họ.
Văn hóa LGBT của người Mỹ gốc Phi
Tại Hoa Kỳ và Châu  u, một số thành phố tổ chức các sự kiện Tự Hào đồng tính da đen với trọng tâm là kỷ niệm cộng đồng và văn hóa của người đồng tính da đen. Hai sự kiện lớn nhất trên thế giới là Atlanta Black Pride và D.C. Black Pride. UK Black Pride là lễ kỷ niệm lớn nhất của loại hình này bên ngoài Hoa Kỳ.
Phong trào và chính trị
Các phong trào xã hội LGBT là các phong trào xã hội ủng hộ những người LGBT trong xã hội. Các phong trào xã hội có thể tập trung vào quyền bình đẳng, chẳng hạn như phong trào bình đẳng hôn nhân những năm 2000, hoặc có thể tập trung vào giải phóng, như phong trào giải phóng người đồng tính những năm 1960 và 1970.
Chủ nghĩa bảo thủ LGBT là một phong trào chính trị - xã hội bao trùm và thúc đẩy tư tưởng bảo thủ trong bối cảnh LGBT.

## Chỉ trích
Sự chỉ trích đối với văn hóa LGBTQ + đến từ nhiều nguồn khác nhau. Một số người, như Michael Musto, cho rằng nền văn hóa này thích hợp với những bức tranh biếm họa hoặc những khuôn mẫu khiến các thành viên ở "rìa" của cộng đồng bị gạt ra. Mattilda Bernstein Sycamore và các phong trào như Gay Shame đã lập luận rằng văn hóa LGBT đã bị phi chính trị hóa bởi một số nhỏ những người queer tương đối có đặc quyền, những người tham gia vào "thể chế áp bức" với cái giá phải trả là đại đa số người LGBT. Một số người khá hiểu "chủ nghĩa ly khai" hay lối sống theo nhóm, xa lánh (bao gồm cả các thành viên LGBTQ + trong xã hội rộng lớn hơn).
Một vấn đề khác là các cá nhân song tính và người chuyển giới muốn trị liệu định giới/ người chuyển giới phải chịu áp lực xã hội về việc họ phải là người đồng tính, và có thể phải đối mặt với sự tẩy chay và phân biệt đối xử từ văn hóa LGBTQ + chính thống. Đối với người song tính, áp lực này được gọi là quá trình xóa bỏ song tính. Giáo sư Kenji Yoshino của Trường Đại học Luật New York đã viết, "Người đồng tính đã "bất hợp pháp hóa" người song tín...cộng đồng đồng tính nữ và đồng tính nam có rất nhiều hình ảnh tiêu cực về những người song tính luyến ái như kẻ chân đạp hai thuyền, kẻ phản bội, kẻ trốn tránh, closet cases (người đồng tính nhưng cố giả vờ là người dị tính), những người mà mục tiêu hàng đầu trong cuộc sống của họ là giữ lại 'đặc quyền dị tính".
Mặc dù một số nhóm hoặc cá nhân có thể phản đối quyền của LGBT dựa trên tôn giáo hoặc chủ nghĩa bảo thủ xã hội, các chủ đề chỉ trích được đề cập dưới đây không nhất thiết có nghĩa là không chấp nhận người LGBT hoặc đồng tính luyến ái.

### Chính trị bản sắc
Người ta chỉ trích rằng cộng đồng LGBTQ + đại diện cho sự tách biệt giả tạo (máy móc), thay vì dựa trên phong tục hữu hình hoặc sắc tộc. Đặc biệt, những nhãn được các thành viên LGBTQ + sử dụng để mô tả bản thân rất khác nhau; một số chỉ đơn giản thích xác định bản thân là người chỉ yêu một giới tính cụ thể. Một số người tin rằng khái niệm cộng đồng LGBTQ + đang bị xa lánh; bản thân thuật ngữ này ngụ ý sự xa cách khỏi những người dị tính như một nhóm riêng biệt. Hơn nữa, học cũng coi việc bao gồm ba nhóm liên quan đến tính dục và một nhóm khám phá bản dạng chuyển giới muốn trị liệu định giới/chuyển giới (một hiện tượng rộng hơn) là máy móc.
Mattilda Berstein Sycamore lập luận rằng trọng tâm của vấn đề đơn lẻ đối với chính trị LGBT, chính là việc bỏ qua tất cả sự khác biệt giữa các nhóm, điều tự nhiên dẫn đến một phong trào và văn hóa tập trung vào nhu cầu của những người đồng tính hợp giới nam thuộc tầng lớp trung lưu, da trắng, điều này khiến bất kỳ ai không phù hợp với mô tả đó sẽ bị gạt ra ngoài.

### Văn hóa tập trung vào sự lăng nhăng
Một số nhà bình luận là người đồng tính nam có quan hệ đơn ái cho rằng xu thế chủ đạo coi thường chế độ đơn ái và việc khuyến khích thói lăng nhăng trong nền văn hóa đồng tính nam đã làm tổn hại đến nỗ lực hợp pháp hóa hôn nhân đồng giới. Yuvraj Joshi lập luận rằng những nỗ lực hợp pháp hóa hôn nhân đồng giới đã nhấn mạnh sự giống nhau giữa người đồng tính vài người dị tính, đồng thời tư nhân hóa những điểm queer khác biệt của họ.

### Phân biệt chủng tộc
Cuốn sách năm 1996 của nhà báo người Anh Mark Simpson, Anti-Gay (Chống đồng tính) mô tả các hình thức không chấp nhận của cộng đồng người đồng tính chính đối với các nhóm nhỏ. The Times viết rằng Simpson đã thành công trong việc "chỉ ra rằng áp bức và định kiến không trở nên hợp pháp chỉ vì chúng tình cờ được thực hiện bởi những người bị áp bức trước đây". Aiden Shaw của Time Out New York đã viết rằng "Cảm ơn Chúa đã có người làm điều này, vì ... bất cứ điều gì đã xảy ra với cá tính và sự khác biệt của chúng ta?" Các nhà bình luận khác chỉ trích gay gắt lập luận của Simpson, Boyz tuyên bố rằng "Simpson là kẻ đáng ghét."

### Chủ nghĩa Sô Vanh
Nhà nghiên cứu về giới Jasbir K. Puar lưu ý rằng một số chính sách chính trị sử dụng vũ lực đã xếp chính họ vào chung với những gì tạo nên cộng đồng LGBTQ + để biện minh cho các quan điểm phân biệt chủng tộc và bài ngoại, đặc biệt là chống lại Hồi giáo. Những lập trường này có chủ đích dựa trên định kiến rằng những người di cư nhất thiết phải kỳ thị đồng tính và rằng xã hội phương Tây hoàn toàn theo chủ nghĩa quân bình. Do đó, đa dạng tính dục và quyền của người LGBT được sử dụng để duy trì lập trường chính trị chống lại vấn đề nhập cư, ngày càng phổ biến trong các đảng cực hữu.